# Weinitzen
Weinitzen  är en ort och kommun i Österrike. Den ligger i distriktet Graz-Umgebung i förbundslandet Steiermark,  140 km sydväst om huvudstaden Wien. 
Kommunen består av fyra orter/ortsdelar (Ortschaften) (inom parentes invånarantal 1 januari 2024):
- Fölling (379)
- Niederschöckl (1 297)
- Oberschöckl (775)
- Weinitzen (288)